# Dr. Gregory House
El doctor Gregory House és un personatge de ficció i el protagonista principal de la sèrie dramàtica mèdica americana House. Creat per David Shore i interpretat per l'actor Hugh Laurie a la sèrie televisiva House, MD. House, lidera un equip de diagnòstics i és el cap de medicina diagnòstica del fictici Hospital Universitari Princeton-Plainsboro a Princeton, Nova Jersey. El personatge de House ha estat descrit com un misantrop, cínic, narcisista i rondinaire.
A la sèrie, els enfocaments diagnòstics poc ortodoxos del personatge, els seus motius terapèutics radicals i la seva racionalitat ferma han provocat molts conflictes entre ell i els seus col·legues. Sovint també es retrata House com a mancat de simpatia pels seus pacients, una pràctica que li permet temps per resoldre enigmes ètics. El personatge es basa en part en Sherlock Holmes. Una part de la trama de la sèrie se centra en l'ús habitual de Vicodin per part de House per controlar el dolor derivat d'un infart a la cama que li va afectar el múscul quàdriceps uns anys abans, una lesió que l'obliga a caminar amb bastó. Aquesta dependència també és un dels molts paral·lelismes amb Holmes, que es retrata com un consumidor habitual de cocaïna i altres drogues.
El personatge va rebre crítiques generalment positives i va ser inclòs en diverses llistes dels "millors". Tom Shales, de The Washington Post, va qualificar House com "el personatge més electrificant que ha aparegut a la televisió en anys". Per la seva interpretació, Laurie va guanyar diversos premis, incloent-hi dos Globus d'Or al millor actor en una sèrie de televisió - Drama, dos premis del Sindicat d'Actors al millor actor de sèrie dramàtica, dos premis Satellite al millor actor en una sèrie de televisió - Drama, dos premis TCA per assoliments individuals en drama i ha rebut un total de sis nominacions als Premis Primetime Emmy al millor actor principal en una sèrie dramàtica, cosa que l'empata amb el nombre més gran de nominacions a la categoria sense guanyar.

## Biografia
Gregory House neix l'11 de juny de 1959, probablement a Ohio (segons s'extreu del seu número de la seguretat social dels EUA que es pot veure en el capítol 2.24 No Reason). El seu pare John era pilot del cos d'infanteria de marina de l'exèrcit dels Estats Units, i en la infantesa del seu fill viatgen per diverses destinacions (episodi 2.5 Daddy's boy). És durant aquesta fase que House agafa l'interès per les diferents llengües d'arreu del món on mostra tenir coneixements de grec, japonès, portuguès, castellà, mandarí, hindi i el Ídix. Durant una estada a Egipte, en el jove House es desperta l'interès per l'arqueologia i la caça de relíquies (episodi 2.15 Clueless).
Una altra destinació va ser el Japó, on House, de 14 anys, va descobrir la seva vocació després d'un incident d'escalada amb el seu amic. Va ser testimoni del respecte que es va donar a un metge buraku que va resoldre el cas que cap altre metge podia. També va passar un temps a les Filipines, on va ser operat.
House estima la seva mare però odia el seu pare, de qui afirma que té una "brúixola moral boja", i intenta deliberadament evitar tots dos pares. En un moment donat (episodi "One Day, One Room"), House explica una història dels seus pares que el deixen amb la seva àvia, els càstigs de la qual constitueixen abús. Tanmateix, més tard confessa que va ser el seu pare qui el va abusar. A causa d'aquest abús, House mai va creure que John fos el seu pare biològic; als 12 anys, va inferir que un amic de la família amb la mateixa marca de naixement que ell era el seu pare real. A l'episodi "Birthmarks", House descobreix que John no és el seu pare biològic després d'ordenar una prova d'ADN. Després que es realitzi una segona prova d'ADN a l'episodi "Love is Blind", House descobreix que l'home que va assumir que era el seu pare biològic, Thomas Bell, tampoc ho era. La identitat del seu pare real continua sent desconeguda.
House va estudiar física per primera vegada a la Universitat Johns Hopkins. Abans de dedicar-se completament a la medicina com a disciplina, va considerar obtenir un doctorat en física, investigant la matèria fosca. Va ser acceptat a la Facultat de Medicina Johns Hopkins i va destacar durant la seva estada allà. Va ser un dels favorits per a unes pràctiques prestigioses i competitives a la Clínica Mayo, però un altre estudiant, Philip Weber, va denunciar House per plagi, cosa que va provocar l'expulsió de House de Johns Hopkins i el rebuig de les pràctiques. Mentre apel·lava la seva expulsió, va estudiar a la Facultat de Medicina de la Universitat de Michigan i va treballar en una llibreria, on va conèixer la seva futura empresa i interès amorós Lisa Cuddy, amb qui va compartir una nit on "li va donar tot el que li va demanar". Anys més tard, Cuddy va assenyalar que House, tot i que encara era estudiant, ja s'havia convertit en "una llegenda" a causa de la seva brillantor diagnòstica. Després del procés d'apel·lació, se li va denegar la reentrada a Johns Hopkins. Durant una convenció mèdica a Nova Orleans, House va veure per primera vegada el seu futur millor amic, el Dr. James Wilson. Wilson, que en aquell moment estava passant pel seu primer divorci, va trencar un mirall de frustració i va iniciar una baralla en un bar després que un home posés repetidament "Leave a Tender Moment Alone" en una màquina de discos. Per pur avorriment de la convenció i per "tenir algú amb qui beure", House va pagar els danys, el va treure de la fiança i va contractar un advocat per netejar el nom de Wilson (cosa que no va fer), iniciant la seva relació professional i personal. House s'identifica diverses vegades durant la sèrie com a "diagnòstic certificat amb una doble especialitat en malalties infeccioses i nefrologia".
Una mica abans del començament de la sèrie, House manté una relació sentimental amb Stacy, una jove advocada. Durant aquest període, House pateix un infart muscular a la seva cama dreta, el qual li causa una necrosi al quàdriceps. Aquesta lesió el converteix en coix, i a sobre li suposa el trencament de la seva relació amb Stacy, que es casa posteriorment amb un home anomenat  Mark Warner (episodi 1.21 Three Stories, episodi 1.22 Honeymoon). Aquest esdeveniment, aguditza el ja preexistent cinisme i misantropia de House. Com a conseqüència del seu infart, House es converteix en addicte a la Vicodina que calma el dolor que li provoca la cama.

## Característiques del personatge
El doctor House mai no perd l'oportunitat de dir allò que pensa de la manera més cínica i feridora possible. Sovint fa aforismes sagnants (que als Estats Units d'Amèrica ja anomenen House-isms, Houseismes). El seu tracte amb els pacients sovint és excèntric i els tractaments rarament ortodoxos. De totes maneres, els pacients sovint solen acabar bocabadats per la rapidesa del diagnòstic, especialment perquè sembla que House no els presta cap mena d'atenció.
Hi ha molts paral·lelismes entre l'actor que l'interpreta, Hugh Laurie, i en House. Ambdós van néixer el mateix dia i a House li agraden moltes sèries de televisió on Laurie ha tingut algun paper, com per exemple l'Escurçó negre. Curiosament, l'origen britànic de Laurie és motiu de broma. House contínuament se'n fum periòdicament dels britànics a costa del Dr. Chase tot i que l'origen d'aquest és australià.

## Paral·lelismes amb Sherlock Holmes
El personatge de House sembla tenir relació amb el detectiu Sherlock Holmes, creat per Sir Arthur Conan Doyle, com per exemple:
- L'estructura dels capítols, similar a l'estructura dels relats.
- Les malalties substituirien els criminals.
- Els símptomes són les pistes.
- La drogoaddicció (House a la Vicodina, Holmes a la cocaïna).
- La insociabilitat.

### Altres semblances amb Sherlock Holmes
- La pacient en l'episodi pilot és Rebecca Adler. A Escàndol a Bohèmia, Holmes té de rival Irene Adler.
- El nom del seu amic el doctor Wilson és molt semblant al doctor Watson de Conan Doyle
- La Vicodina és fabricada pels Laboratoris Watson
- House viu al número 221, apartament B, igual que Holmes a Baker Street
- David Shore ha admès que el nom de House prové de Holmes
- L'home que li dispara un tret (episodi 2.24) té com a cognom Moriarty

## Curiositats
- A l'episodi Sleeping Dogs Lie (2.18) es pot veure que té coneixements bàsics de mandarí.
- A l'episodi Humpty Dumpty (2.03) parla espanyol per saber on va el pacient els dissabtes al vespre.
- A l'episodi Distractions (2.12), House llegeix hindi amb l'ajuda d'un diccionari.
- A l'episodi Paternity (1.02) sembla que House havia jugat, o almenys gaudeix veient-lo jugar, a lacrosse abans del seu infart.
- A l'episodi Hunting' (2.07), House caça una rata a la que anomena Steve McQueen (un dels actors preferits de Hugh Laurie). La rata té una segona aparició en el capítol "Euphoria" (2.21)
- A l'episodi No Reason (2.24) la seva polsera identificativa mostra el número de la Seguretat Social 295-13-7865, el que indicaria que ha nascut o ha rebut el seu número de Seguretat Social a Ohio.